# Monopelopia divergens
Monopelopia divergens är en tvåvingeart som först beskrevs av Oskar Augustus Johannsen 1931.  Monopelopia divergens ingår i släktet Monopelopia och familjen fjädermyggor. Inga underarter finns listade i Catalogue of Life.